# アヒム (フェルデン郡)
アヒム (ドイツ語: Achim, ドイツ語発音: [ˈaxɪm]) は、ドイツ連邦共和国ニーダーザクセン州のフェルデン郡に属す単一自治体の市である。この街はブレーメンの南東に隣接する。

## 地理

### 位置
アヒムはヴェーザー川中流域に位置する。この街の近くには自然のままの湿地が遺されている。

### 市の構成
アヒム市は、2つの小地域と7つの地区からなる。
- 小地域
  - ボレン
  - エンプゼン
- 地区
  - アヒム
  - バーデン
  - バーデナーモーア
  - ビーアデン
  - ボルシュテル
  - ユーゼン
  - ウプフーゼン

### バーデナー・ベルゲ
バーデナー・ベルゲはバーデン地区にある。これは市の西部に位置するヴェーザー川沿いの湿地である。高さ40mほどの砂丘と西側の沼沢地からなる。この地域は19世紀までは人はわずかしか住んでおらず、その住民はジャガイモ栽培や羊飼い、ブレーメンから移転した作業場などで生計を立てていた。ハンス・ヘップナーの1898年から1900年の研究によれば、当時ドイツに250種類いたミツバチのうち約200種がバーデナー・ベルゲで観察された。リーマンによれば、その100年後には130種類のミツバチが見られている。

### エルラーガー
バーデンのエルラーガー（Öllager = オイル貯蔵所）は、第一次世界大戦当時の掩蔽壕の一部であった。この施設は1917年に建設され、石油、灯油、ガソリンの積み替え基地として利用されていた。ここには14基の地下貯蔵タンク設置が計画されたが、最後の2基は廃案となった。ヴァイマル共和政時代には石油会社に貸し出されていた。第二次世界大戦前の再軍備に伴いオイル貯蔵所は拡張された（約36基のタンク）。第二次世界大戦を無傷で過ごしたが、1956年にイギリスの駐留部隊によって爆破された。この地域は引き続き軍事用地で、連邦軍の演習場となった。多くの軍事演習や戦車訓練が植生に大きな影響を与ることが危惧された。ここは、たとえばリューネブルガー・ハイデのような他の軍事演習場と同様に、典型的な砂地の荒れ地という地形である。1970年代から1980年代にかけて隣接する村落バーデンの居住区が拡大し、家庭ゴミや下水が森林や荒れ地の地域に投棄されるようにもなった。さらに帰化植物が在来動植物の棲息を脅かすようになった。それでも2003年と2004年の調査でエルラーガーには151種の植物が知られている。シュトイベン兵舎とそれに附属するエルラーガー演習場は2003年12月31日に閉鎖された。この地域は砂利の森の近郊保養地として、あるいは居住・スポーツ・産業スペースとして利用されている。

## 歴史

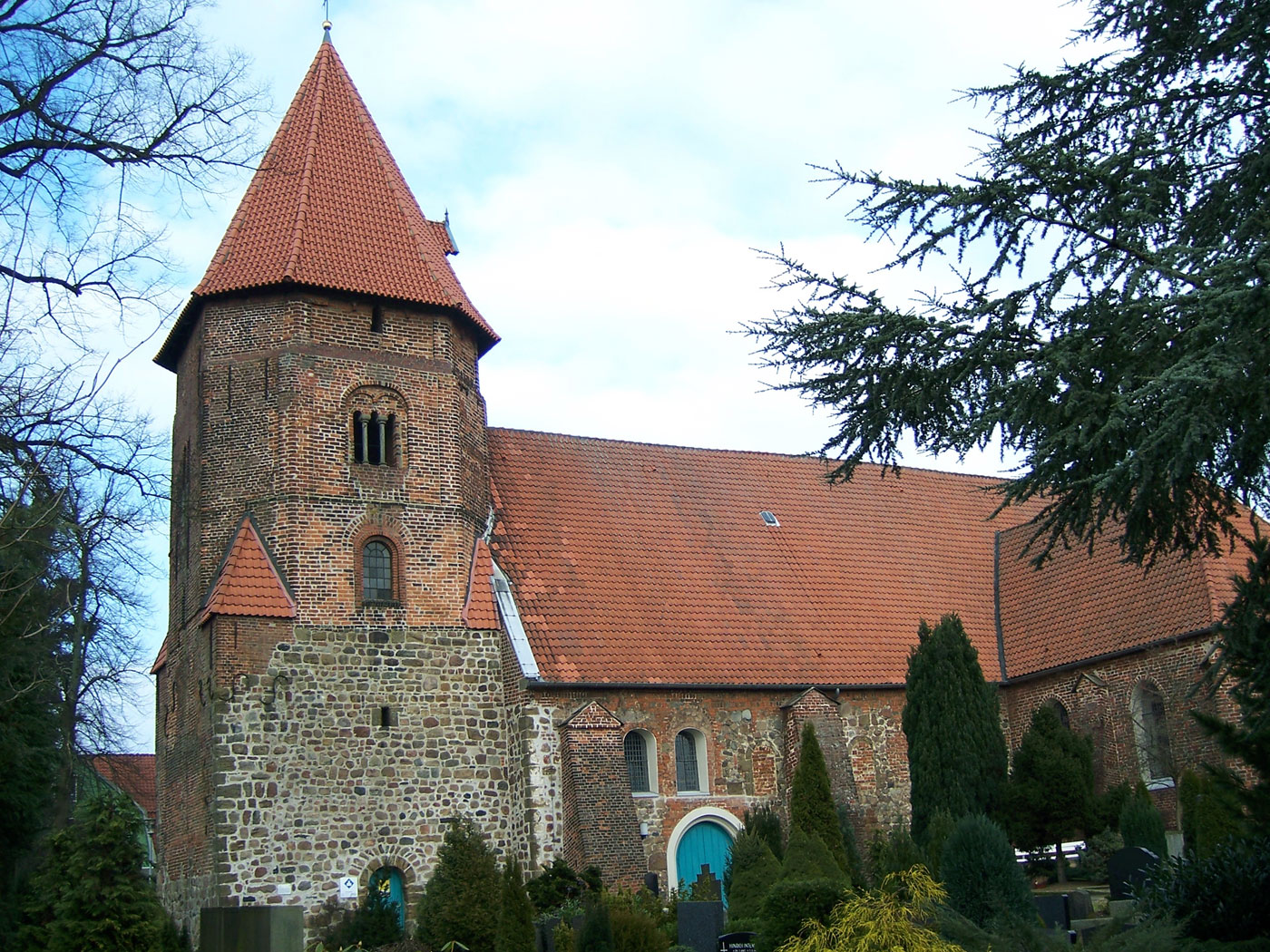
聖ラウレンティウス教会

アヒムは1091年に Arahem として初めて文献に記録されている。ブレーメンの南、旧 Arahem 近郊のリンデンベルクの高台は異教徒の霊場で、裁判の場であった。アヒムはザクセン族百人組の民会（後のゴーゲリヒト）の開催地であった。1年に3回、ゴーグラーフと呼ばれると呼ばれる議長の下で会議が行われた。初めはこの議長は選挙で選ばれたが、後にブレーメン大司教のレーエンとしてクリューファー家の役職となった。「ゴーゲリヒト」という名称は、行政管区の意味で1852年まで使われた。その後はアムトゲリヒト（区裁判所）という名称になった。アヒムでは12世紀にキリスト教の布教がなされ、洗礼堂が建設された。これが、1257年の記録が遺る現在の聖ラウレンティウス教会の前身である。リューネブルク継承戦争の時代、1381年のザクセン＝ヴィッテンベルク公アルブレヒト3世とブレーメン司教領主アルベルト2世との戦闘でアヒムは焼き払われた。
1627年から1712年までの間、アヒムはデンマークとスウェーデンが交互に統治し、七年戦争の時代にはフランス軍の占領下に置かれた。1815年のウィーン会議以後、アヒムはハノーファー王国の領土となったが、1866年に同国はプロイセン王国の州となった。ブレーメンからハノーファー、さらにはユルツェンを経由してベルリンやマクデブルクに至る、いわゆるアメリカ線の建設に伴って、1847年にアヒムに駅が造られた。1932年にフェルデン郡とアヒム郡は新たなフェルデン郡として統合された。旧アヒム郡は経済的に豊かな町村（ヘーメリンゲン、マーンドルフ、アルベルゲン、ゼーバルツブリュック）をブレーメンに譲渡した。
1949年5月1日、アヒムに「シュタット」＝「市」の称号が与えられた。1972年の市町村再編により、アヒムはバーデン、ビールデン、ボレン、エンプゼン、ユーゼン、ウプフーゼンと合併し、新生アヒム市が誕生した。

## 行政

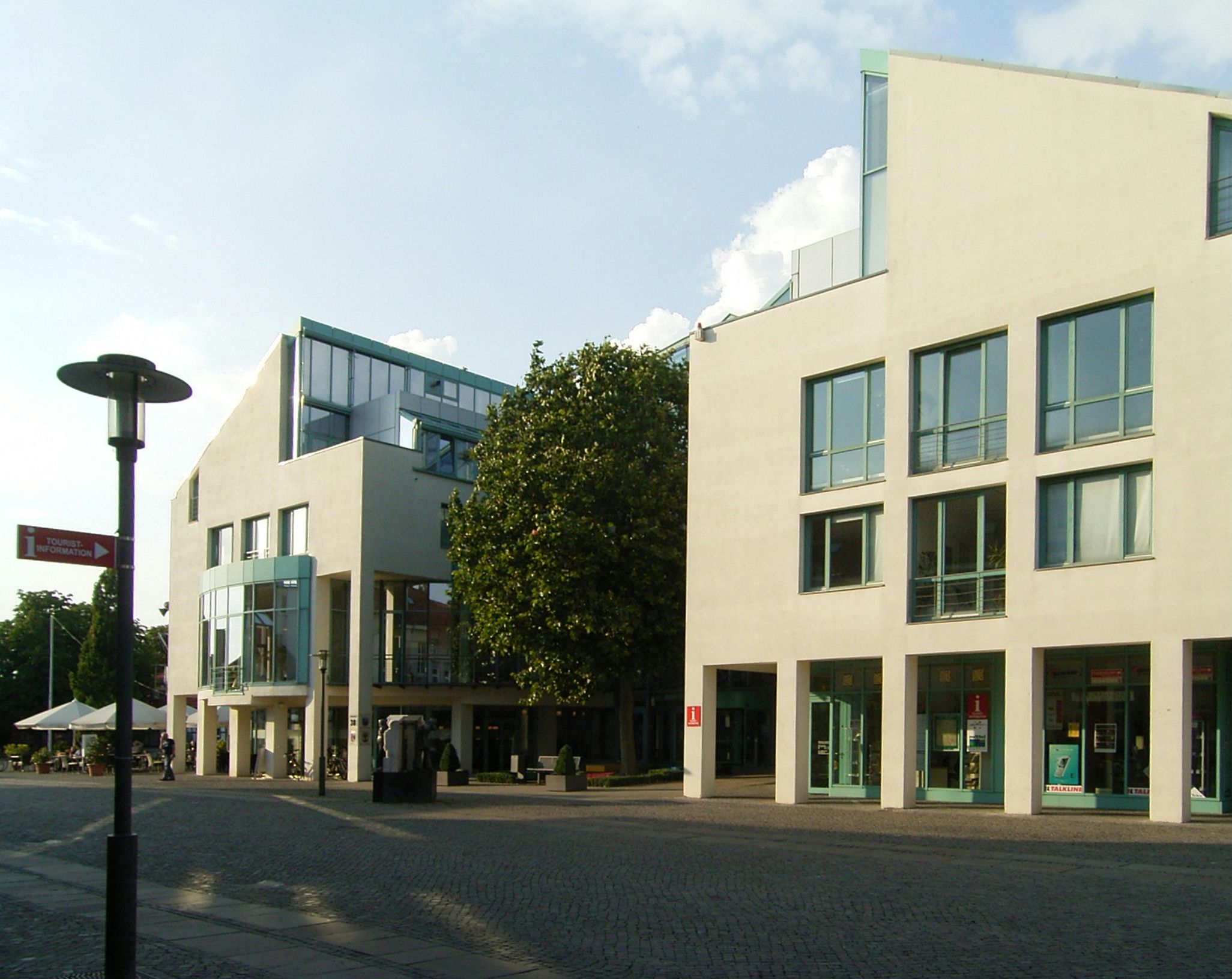
アヒム市役所

### 市議会
市議会は38人の議員と市長からなる。

### 紋章
「市」の称号授与に伴い、アヒムは現在の紋章を1948年から使用している。
図柄: 赤地と金地に左右二分割。向かって左は左向き（向かって右向き）の十字型の切れ目が入った銀の鍵。向かって右は左縁（向かって右縁）から突き出した黒いクマの手。

### 友好都市
- ノヴァ・スル（ポーランド、ルブシュ県）1992年
- ツェーシス（ラトビア、ツェーシス州の州都で人口約26,000人）1992年

また、アヒム実科学校はフランス、ナント市と交換留学の交流を続けている。

## 経済と社会資本

### 交通
この街は優れた社会資本を特徴とする。この街はブレーメン - ハーフェン線の沿線に位置し、多くの長距離列車が発着するブレーメンやハーフェン行きの列車が定期的に運行している。2011年からアヒムはブレーメンのSバーン網に組み込まれる予定である。これにより通勤時間帯にはより密な間隔で運行され、ブレーメンやハーフェンの近郊交通機関に直接乗り入れができるようになる。数多くのバス路線がアヒム市内の各地区や近隣市町村を結んでいる。さらにアヒムはアウトバーンA1号線とA27号線の合わせて3つのインターチェンジからアクセスできる。こうしたきわめて交通の便がよい立地条件のため、1970年代頃からブレーメンの多くの家族が移住を希望する街となっている。

### 公共施設
アヒムは、フェルデンとともに一般診療病院であるアラー＝ヴェーザー病院の所在地である。
34,000点のメディアを所蔵する市立図書館は余暇や学校教育に利用されている。市立図書館は、市の中心部に建つ旧消防署の中央図書館と、バーデン、ビーアデン、ユーゼン、ウプハウゼンの各地区図書館からなる。

### 教育
アヒムには、以下の教育機関がある。
- 基礎課程学校 1校
- アヒム本課程学校
- アヒム実科学校
- ギムナジウム・アム・マルクト（"GamMa"（ガンマ）と略称される）
- Cato Bontjes van Beek ギムナジウム
- エーリヒ・ケストナー・シューレ
- フェルデンのヤヌシュ・コルチャック・シューレの初等科

## 文化と見所

### 宗教
住民の多くはプロテスタント、ルター派教会に属す。この他にローマ・カトリック教会に属す者もあり、その教会堂（聖マティアス教会）はマイスラーン通りにある。また、無宗教の人やイスラム教徒も住んでいる。礼拝の際の交通渋滞や早朝や夜の騒音公害に対する危惧を理由に、新しいモスクの建設はアヒムの行政裁判所によって禁じられている。

### ユダヤ人墓地
アン・デア・バーン通りのユダヤ人墓地には1867年から1935年までに亡くなった近隣のユダヤ人の墓地56基がある。この墓地は保護記念文化財に指定されている。

## 出身者
- ルーカス・ヘーラー（1994年 - ）サッカー選手
- デニズ・ウンダフ（1996年 - ）サッカー選手

## 引用
1. ↑  Landesamt für Statistik Niedersachsen, LSN-Online Regionaldatenbank, Tabelle A100001G: Fortschreibung des Bevölkerungsstandes, Stand 31. Dezember 2023
2. ↑  Max Mangold, ed (2005). Duden, Aussprachewörterbuch (6 ed.). Dudenverl. p. 133. ISBN 978-3-411-04066-7